# جانورخوددرمانی

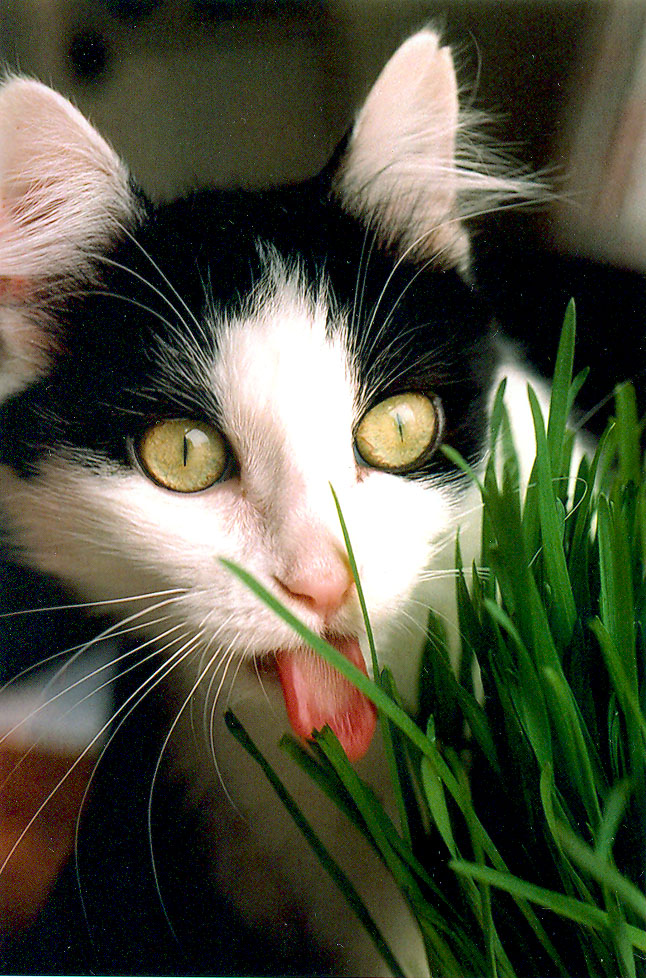
گربه در حال خوردن علف - نمونه‌ای از جانورخوددرمانی

جانورخوددرمانی یا خوددرمانی جانوران (به انگلیسی: Zoopharmacognosy) رفتاری است که در آن جانوران ناانسانی با انتخاب و فروبردن یا استفاده موضعی از گیاهان، خاک‌ها و حشرات دارای خواص دارویی، برای جلوگیری یا کاهش اثرات زیان‌آور عوامل بیماری‌زا، سموم و حتی دیگر جانوران، خوددرمانی می‌کنند. این اصطلاح از ریشه‌های یونانی zoo (یعنی جانور)، فارماکون (یعنی دارو، درمان) و gnosy (یعنی دانستن) گرفته شده است.
نمونه‌ای از جانورخوددرمانی هنگامی رخ می‌دهد که سگ‌ها برای ایجاد استفراغ علف می‌خورند. با این حال، رفتار متفاوت‌تر از این است. جانوران، ظاهراً برای جلوگیری از هجوم یا مسمومیت انگلی، مواد غیرغذایی مانند خاک رس، زغال چوب و حتی گیاهان سمی و بی‌مهرگان را مصرف می‌کنند یا استفاده می‌کنند.
اینکه آیا جانوران واقعاً خوددرمانی می‌کنند موضوعی بحث‌برانگیز باقی می‌ماند، زیرا شواهد اولیه عمدتاً غیرمستقیم یا حکایتی است. با این حال، بررسی‌های جدیدتر یک رویکرد تجربی و فرضی‌محور را اتخاذ کرده‌اند.
روش‌هایی که جانوران به‌وسیله آن‌ها خوددرمانی می‌کنند متفاوت است، اما می‌توان آن‌ها را بر اساس کارکرد به عنوان پیشگیرانه (پیشگیرانه، پیش از عفونت یا مسمومیت) یا درمانی (پس از عفونت، برای مبارزه با عامل بیماری‌زا یا مسمومیت) طبقه‌بندی کرد. باور بر این است که این رفتار دارای اهمیت سازگاری گسترده است.

### رفع اشتها
برخی از نمونه‌های جانورخوددرمانی زمانی نشان داده می‌شوند که جانوران، یعنی میمون‌ها، مواد را به‌جای جویدن و قورت دادن، به‌طور کامل می‌بلعند.